# Kees Bol

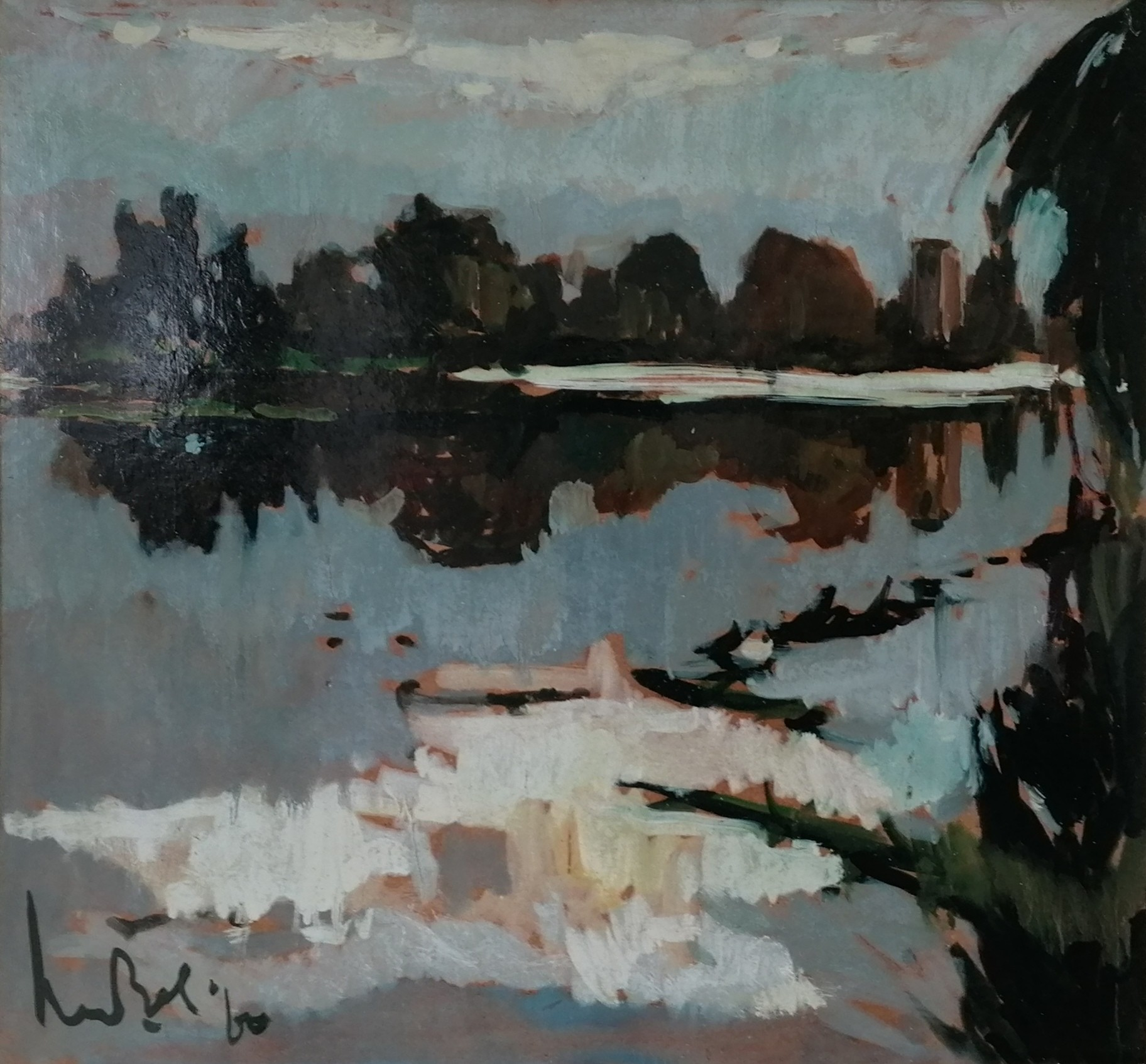
Ondergelopen land bij Nederwetten, Kees Bol 1960

Cornelis (Kees) Bol (Oegstgeest, 21 september 1916 – Heusden, 16 september 2009) was een Nederlandse schilder en tekenaar.

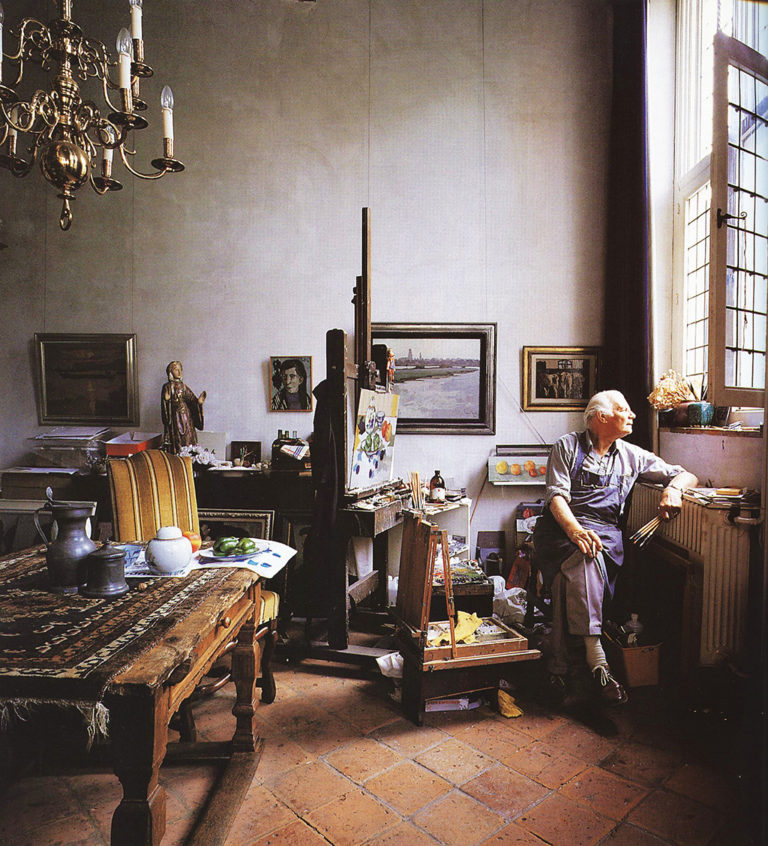
Kees Bol in zijn atelier te Heusden (foto: Frans Lossie)

## Leven en werk
Bol werd geboren in Oegstgeest. Hij bracht zijn jeugd hoofdzakelijk te Zuid-Holland door. Door nood gedwongen verhuisde hij in de crisisjaren naar Noord-Brabant. In Eindhoven leerde Kees Bol zijn latere echtgenote Toos van 't Hof kennen. Zij trouwden in 1941. Uit dit huwelijk werden vier kinderen geboren (twee van hen, Henri en Peter, kozen eveneens voor het kunstenaarschap). Na aanvankelijk eerst een carrière in de bloemisterij en later als wielrenner te hebben nagestreefd was hij vanaf eind jaren 30 in het bedrijfsleven werkzaam (onder andere bij Philips en Bata (bedrijf)). In die jaren werd Bol zijn tekentalent opgemerkt en kon hij middels steun van Frits Philips zijn opleiding tot beeldend kunstenaar aanvangen. In eerste instantie bij Jan Heesters te Schijndel en later door als hospitant les te nemen aan de Koninklijke Academie van Beeldende Kunsten te Den Haag. Aldaar was hij onder meer een leerling van Paul Citroen en Henk Meijer.
Naast zelfstandig kunstschilder en tekenaar was hij van 1963 tot 1972 als docent verbonden aan de Kunstacademie te Den Haag. Van 1951 tot 1972 was hij tevens docent aan de Academie van Industriële Vormgeving te Eindhoven. Tot het jaar 1970 woonde Bol in Eindhoven, aansluitend woonde hij tot aan zijn overlijden in 2009 te Heusden. Daarnaast verbleef en werkte hij veelvuldig in Frankrijk, met name in het departement Lozère. Hij schilderde landschappen, portretten en stillevens in een (sterk persoonlijk) expressief karakter. In 1950 ontving Bol voor een portret van zijn jonge vrouw de Thérèse van Duyl-Schwartzeprijs.
Schilderijen van Bol werden regelmatig geëxposeerd, onder meer in het Van Abbemuseum te Eindhoven, het Stedelijk Museum Amsterdam, De Lakenhal te Leiden, het Noordbrabants Museum te ‘s-Hertogenbosch, de Stadsgalerie te Woudrichem, in het Museum De Wieger te Deurne, Museum voor het Land van Heusden en Altena te Heusden en in verschillende (internationale) galeries.
Bol werd in 1982 benoemd tot ridder in de Orde van Oranje-Nassau. In 1991 ontving hij de Provinciepenning Noord-Brabant. Op 27 december 1984 was hij te gast in het AVRO-radioprogramma Kijk op Kunst op Hilversum 2, gepresenteerd door Nelleke van der Krogt. Op 7 oktober 1991 zond de NCRV de documentaire De zoektocht van Kees Bol, een portret van deze schilder uit.

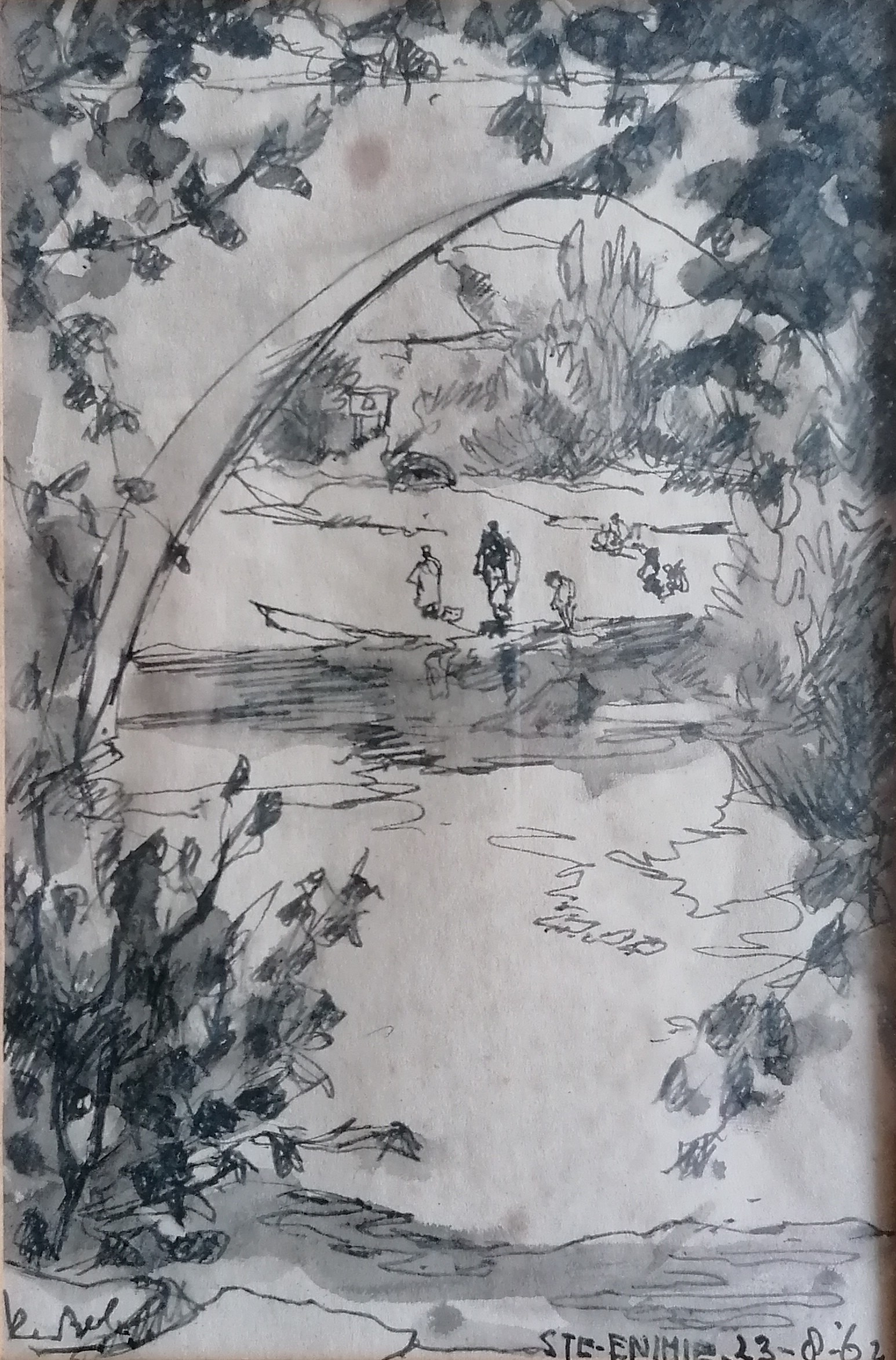
Kees Bol "Onder de brug van Ste. Enimie", Lozere Frankrijk 23 augustus 1962.